# Памятная медаль Тонкинской экспедиции
Памятная медаль Тонкинской экспедиции (фр. Médaille commémorative de l'expédition du Tonkin) — французская награда, вручаемая всем солдатам и морякам, принимавшим участие в сражениях тонкинской кампании и франко-китайской войны между 1883 и 1885 годами.
Медаль, учреждённая законом от 6 сентября 1885 года, отчеканена в парижском монетном дворе и роздана незадолго до парада в честь Дня взятия Бастилии 1886 года среди примерно 65 000 солдат и матросов. Позже медаль начала вручаться участникам ряда более ранних и более поздних кампаний в Индокитае, в результате чего общее количество награждённых достигло 97 300 человек.

## Описание награды
|                                                                    |  |
| Слева — медаль с упоминанием битвы у Бумажного моста, справа — без |  |

Как указано в законе от 6 сентября 1885 года, на аверсе медали изображён образный портрет Республики и надпись «République française» («Французская республика»), окружённые лавровым венком. Согласно традиции, Республика представлена в виде молодой женщины в шлеме, на козырьке которой написано слово «Patrie» («Родина»).
На реверсе медали приведён список наиболее примечательных сражений тонкинской кампании и франко-китайской войны. Было выпущено две серии медалей: одна для армии и одна для флота и морской пехоты. Медаль морского образца включает следующие названия: «Cau-Giaï», «Sontay», «Bac-Ninh», «Fou-Tchéou», «Formose», «Tuyen-Quan» и «Pescadores». На армейской медали отсутствует название Каузяй, поскольку 19 мая 1883 года там произошло серьёзное поражение французов, в котором был убит Анри Ривьер — французский комендант Тонкина.
Названия, данные в хронологическом порядке, относятся соответственно к битве у Бумажного моста (19 мая 1883 года), шонтэйской (декабрь 1883 года), бакниньской (март 1884 года), фучжойской (23 августа 1884 года), цзилунской (август 1884 года - апрель 1885), туенкуангской (ноябрь 1884 года - март 1885) и пескадорской кампаний (март 1885 года).
Лента медали, изначально предусмотренная законом от 6 сентября 1885 года как наполовину зелёная, наполовину жёлтая, в процессе производства была переработана, и в окончательном варианте на ней было четыре зелёные полосы на жёлтом фоне.
На планке медали надпись «Tonkin».

## Критерии награждения
|                                                                                |  |
| Дипломы министерства военно-морского флота (слева) и сухопутных войск (справа) |  |

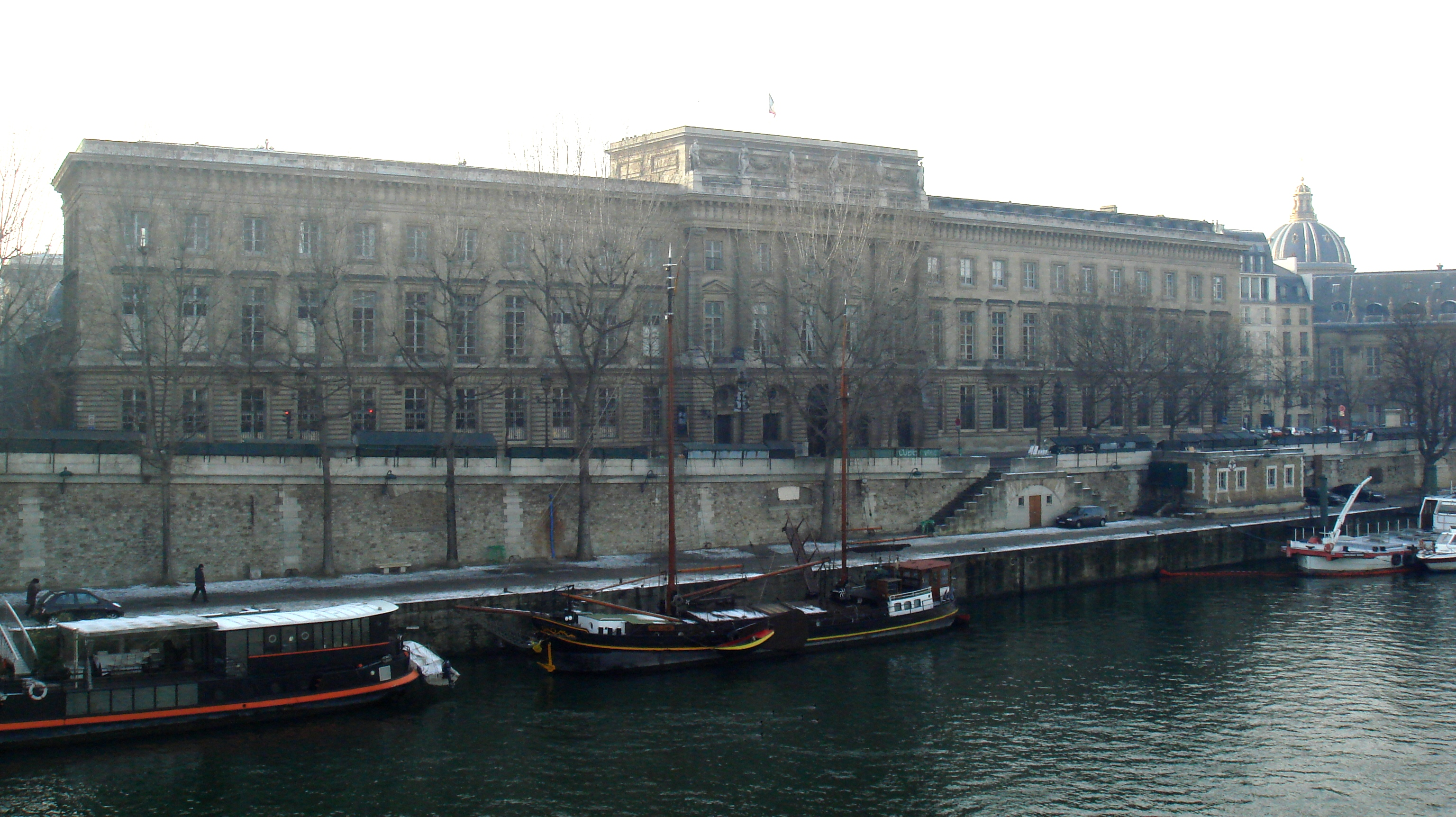
Парижский монетный двор

Медаль, отчеканенная на монетном дворе, первоначально раздавалась участникам кампаний в Тонкине, Аннаме и Китае между 1883 и 1885 годами. Различия между комбатантами и некомбатантами не делалось. Административный и вспомогательный персонал, в том числе кантиньеры и чиновники, работающие в казначействе, почтовой и военной телеграфной службах, также имели право на награждение. Медаль не присуждалась только тем участникам, чей послужной список был омрачён серьёзными воинскими или гражданскими проступками.
В случае гибели человека на действительной службе, медаль вручалась в качестве памяти близкому родственнику (в порядке предпочтения: старший сын умершего, вдова, отец, матерь или старшей брат).
Каждый обладатель медали также получал диплом от министерства военно-морского флота или армии.
Закон от 27 июля 1887 года распространил медаль на военнослужащих, принимавших участие в различных экспедициях в Индокитае после окончания китайско-французской войны, а также на тех, кто сражался в Тонкине под командованием Франсиса Гарнье в 1873 года и в первых кампаниях Анри Ривьера в 1882 году. В конечном итоге медаль вручалась всем военнослужащим, участвовавшим в кампаниях с 1885 по 1893 год в Тонкине, Аннаме, Камбодже, Сиаме и верхнем течении Меконга. Общее число награждённых достигло 97 300 человек.

## Спорные моменты

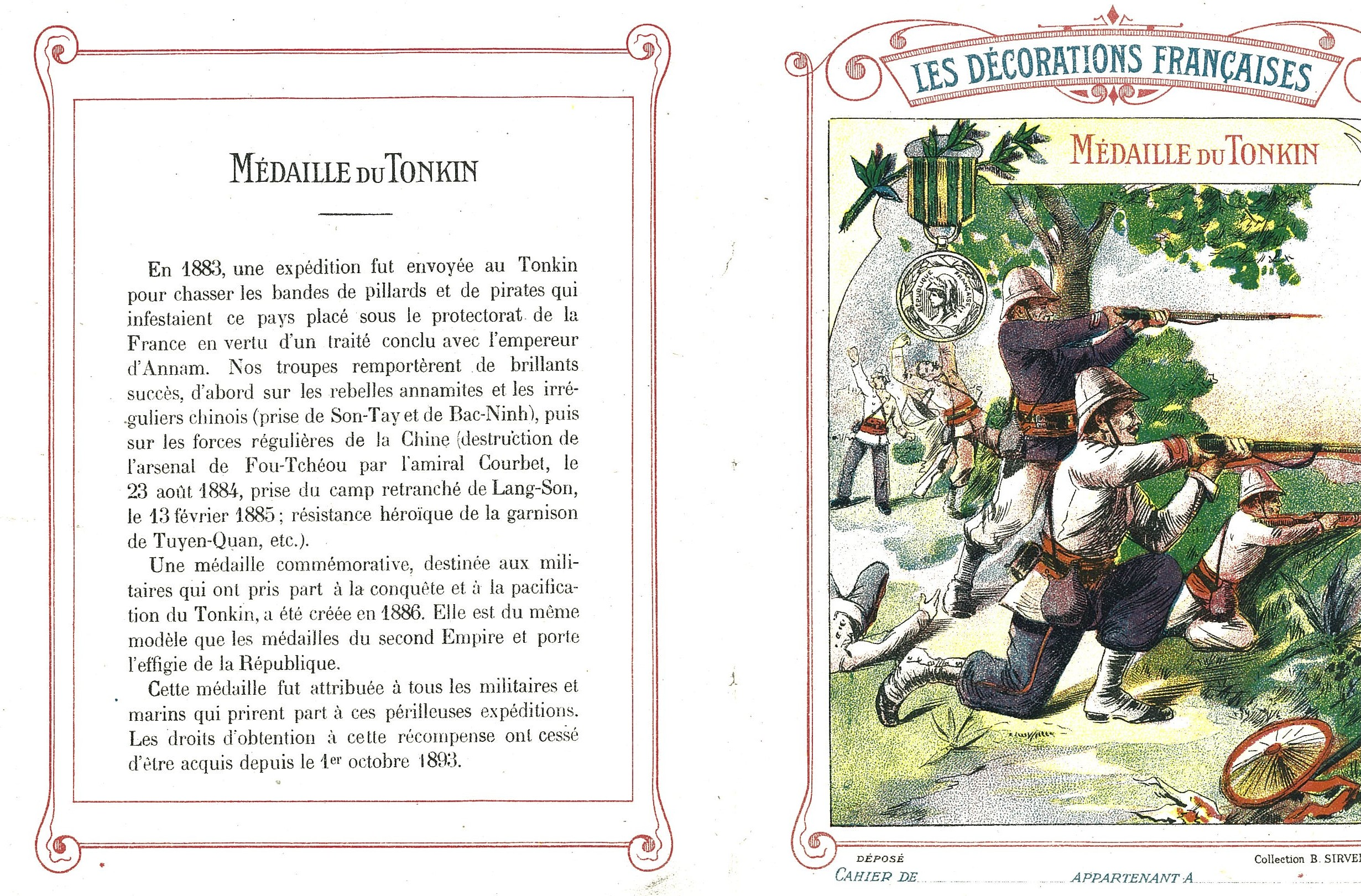
Воспитание молодежи: французская школьная тетрадь объясняет значение медали

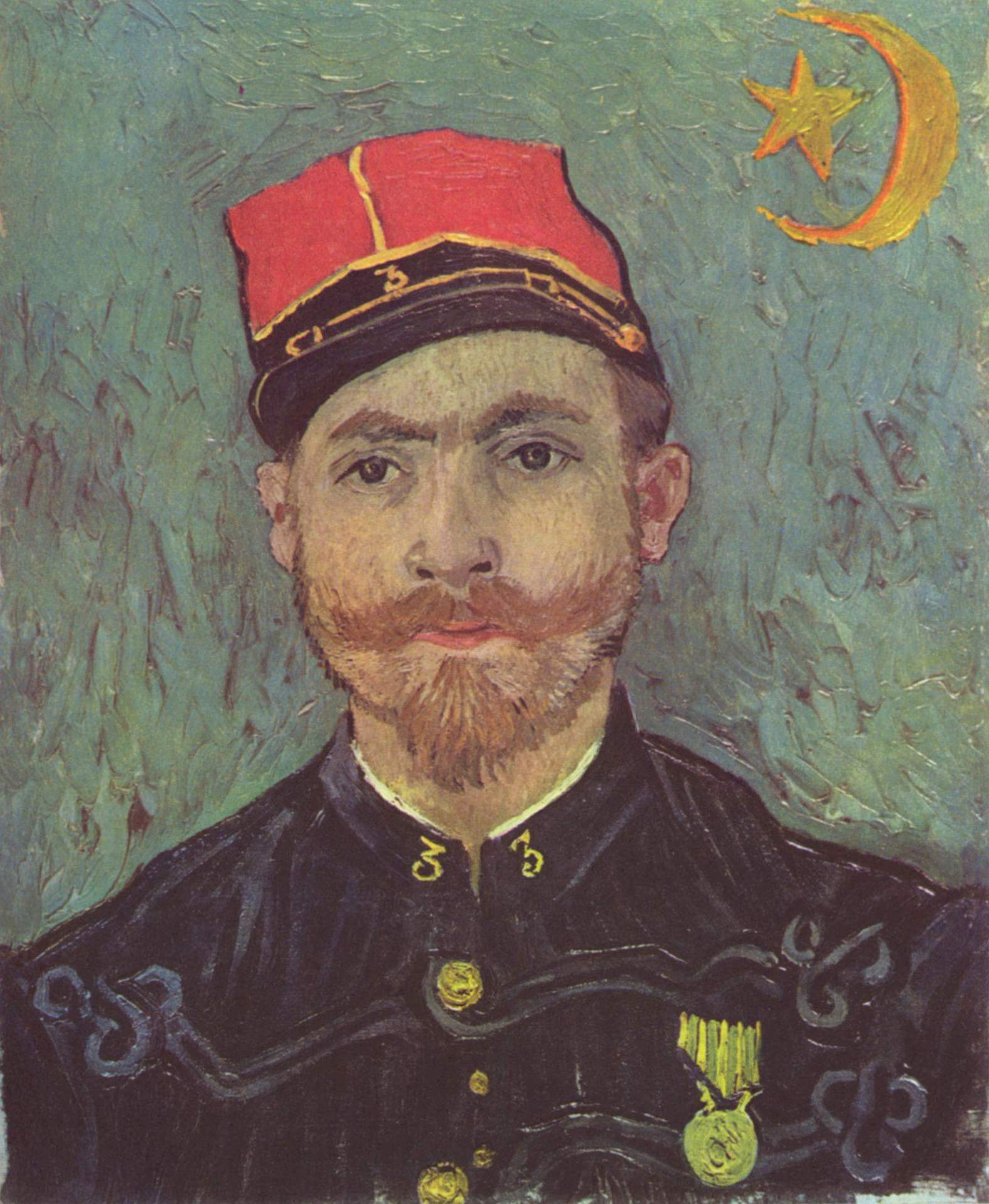
Зуав Поль Милле с этой медалью на картине Винсента Ван Гога

Обсуждения вызвал перечень ратных подвигов, отмеченных на реверсе медали. Хотя включение большинства сражений всех устроило, упоминание о поражении французов в битве у Бумажного моста вызвала у некоторых удивление. Правительство сделало это как дань памяти двум выдающимся мученикам  тонкинской экспедиции — Анри Ривьеру и Франсису Гарнье. Поле битвы при Каузяе, где пал Ривьер 19 мая 1883 года, было также местом поражения и смерти Франсиса Гарнье десятью годами ранее, 21 декабря 1873 года.
В списке сражений было несколько загадочных пропусков, в том числе отсутствовали кепская октября 1884 и лангшонская кампания февраля 1885 года. В обеих Тонкинский экспедиционный корпус нанёс китайцам ряд поражений. Решение не отмечать кампанию было принято из-за того, что её достижения были сведены на нет печально известным отступлением от Лангшона в марте 1885 года. Тем не менее это упущение возмутило многих ветеранов, принимавших участие в февральской кампании. Лейтенант Арменго, офицер Иностранного легиона, резко раскритиковал это в конце своей книги «Лангшон». По его мнению, несколько февральских сражений (Доншон, Фови, Дондан) стоило включить, как и битвы при Банбо и Кайлуа, которые произошли около Лангшона в конце марта 1885 года:
Он, как и все, кто сражался в лангшонской экспедиции, сожалеет, что последующие поражения настолько запятнали славу многочисленных побед до 24 марта, что их все сочли недостойными для гравировки на памятной медали Тонкинской кампании. А ведь в достойных упоминания названий не было бы недостатка! Доншон! Фовай! Донданг! Банбо! Кайлуа!
Решение правительства выдать медаль каждому солдату и матросу, участвовавшему в тонкинской кампании и франко-китайской войне, также вызвало споры. Более 65 000 военнослужащих (30 000 солдат и 35 000 матросов) изначально имели право на получение медали, что в некоторых кругах посчитали полностью её обесценивающим:
На 500 000 франков, которые были выделены для этой бесполезной награды, мы могли бы вместо этого учредить орден для трёхсот или четырёхсот храбрецов и воздать им подлинную честь. Это была бы малая толика того, чего они действительно заслуживают, но, по крайней мере, это было бы хоть что-то. А это памятная медаль - ничто. Это хуже, чем ничего. Это проявление той абсурдной разновидности эгалитаризма, что настаивает на принижении великих до уровня ничтожных, что в равной степени вознаграждает и тех, кто перевыполнил свой долг, и тех, кто уклонился от него.